# Eyalet di Lahsa
L'eyalet di Lahsa (in turco ottomano: ایالت لحسا, traslitterato: Eyālet-i Laḥsā, in arabo إيالة الأحساء‎?), fu un eyalet dell'Impero ottomano nella regione attuale a cavallo tra Kuwait e Qatar.

## Storia
All'inizio del XVI secolo, l'impero coloniale portoghese dominava l'Oceano Indiano ed il Mar Rosso, avendo costruito molti forti e monopolizzato il commercio della regione. Gli ottomani avanzarono nella regione prendendo possesso di Basra nel 1538 e della penisola del Qatar nel 1551, annettendo ai propri domini l'intero territorio.
Ad ogni modo l'assedio di Hormuz del 1552 e l'assedio di Bahrain del 1559 non riuscirono a smuovere i difensori portoghesi dalle loro posizioni, fermando l'espansione ottomana nell'area.
La tribù di Bani Khalid assediò il territorio nel 1663, incontrando poca opposizione da parte degli ottomani, dal momento che l'importanza della regione era fortemente decaduta nel XVII secolo e la sicurezza di quest'area non era vista come una priorità da parte di Istanbul. Il clan Sabah si insediò così in Kuwait, mentre altri clan si posero in Bahrain ed in Qatar, fondando le rispettive dinastie che ancora oggi governano questa parte di mondo. La famiglia Sabah continuò a rendere conto al sovrano ottomano della propria amministrazione, anche se de facto rimase l'unica sovrana vera dell'area e poté governare indipendentemente dalla Sublime Porta.